# (1170) Siva
(1170) Siva ist ein Asteroid des Hauptgürtels, der am 29. September 1930 vom belgischen Astronomen Eugène Joseph Delporte in Ukkel entdeckt wurde. 
Der Name ist abgeleitet von der Hindu-Gottheit Shiva (auch: Siva).